# جرمین استوارت
جرمین استوارت (انگلیسی: Jermaine Stewart؛ ۷ سپتامبر ۱۹۵۷ – ۱۷ مارس ۱۹۹۷) یک موسیقی‌دان اهل ایالات متحده آمریکا بود.